# بريفيلي
بريفيلي  هي بلدية فرنسية تقع في إقليم الأردين في منطقة غراند إيست. 